# کفریحمول
کفریحمول (به عربی: کفریحمول) یک روستا در سوریه است که در ناحیه معره مصرین واقع شده‌است. کفریحمول ۳٬۱۷۹ نفر جمعیت دارد.